# Оракул (группа)
«ОРАКУЛ» — российская рок-группа из Туапсе
, образовалась в 2001 году.

## История
Группа "ОРАКУЛ" была основана в марте 2001 г. Дмитрием Страховым и Сергеем Седовым в г. Туапсе, но предыстория уходит аж в 1996 г.
(1996-1999 г.г. - проект "Министерство судьбы", 2000-2001 г.г. - группа "Л.С.Д.").
Группа экспериментирует со звучанием и смешиванием музыкальных жанров, это и романтический панк и депрессивный гаражный рок, чёрная ирония, глубокая философия и весёлый стёб..
В период 2001-2008 г.г., группа записывает ряд альбомов, участвует во множестве фестивалей в г. Туапсе и Краснодарском крае.
В 2003 г. выступает на разогреве у группы "Земляне", в 2008 г. совместный концерт с группой "Арт-Клиника.", в 2014 г. концерт с группой "Коррозия металла", в 2015 г. с группой "Красная плесень" и "Сектор газовой атаки".
В 2014 г. происходит реорганизация и группа "ОРАКУЛ" переезжает в Краснодар.
А с 2017 г. по 2023 г. продолжает творческую деятельность в г. Санкт-Петербург.
2022 - 2023 год, группа Оракул неоднократно выступает в формате OpenAir на центральной площади города Туапсе, в это же время участвует в различных мероприятиях Туапсинского района.
В 2023 году, готовится к выходу х/ф  "Сон с открытыми глазами"., с участием группы "ОРАКУЛ".

## Состав

### Текущий состав
- Дмитрий «Демон» Страхов — вокал, гитара
- Андрей «Титан» Халилов — бас-гитара
- Александр «Лекс» Баранов — соло-гитара
- Александр Логинов — ударные
- Александр Матычев — ударные
- Бадави Муртазалиев — ударные

### Бывшие участники
- Валерий Макаров — бас-гитара (2005—2006)
- Данил Зацепин — ударные (2001—2002)
- Антон Дюдин — ударные (2003)
- Сергей "Ворон" Седов — бас-гитара (2001-2003)
- Александр Меньшиков — гитара (2007-2008, 2019)
- Сергей Лялякин — гитара, бас-гитара (2006—2007)
- Александра Джаватханова — ударные (2006—2008)

## Дискография

### Студийные альбомы
- 2001 — «Ночь» (demo)
- 2004 — «Панк энд рок-н-ролл»
- 2007 — «Теория Хаоса»
- 2008 — «Кома» (сингл)
- 2009 — «Хроники туапсинского андеграунда» (Live)
- 2014 — «С крыши» (сингл)
- 2023 — «Сон с открытыми глазами» [4].

## Видеоклипы
| №  | Название                         |
| -- | -------------------------------- |
| 1. | Усталость (2006) .               |
| 1. | Время лютых псов (2006)          |
| 3. | Конечная точка пути (2007) .     |
| 4. | Эпоха небытия (2008) .           |
| 5. | Сон с открытыми глазами (2013) . |
| 6. | С крыши (2014)                   |
| 7. | Лишь сны (2020) .                |

## Сборники
| №  | Название | Альбом                         | Год  |
| -- | -------- | ------------------------------ | ---- |
| 1. | Кома     | Жизнеутверждающая музыка v.2 . | 2009 |

## Работы в кино
| №  | Название                               | Год  | Автор                                                                                       |
| -- | -------------------------------------- | ---- | ------------------------------------------------------------------------------------------- |
| 1. | Вода, бетон и камень (короткометражка) | 2008 | Дмитрий Страхов (режиссёр, актёр)                                                           |
| 2. | Снаружи (короткометражка)              | 2012 | Дмитрий Страхов (режиссёр, композитор)                                                      |
| 3. | Береговая охрана (сериал)              | 2012 | Дмитрий Страхов (актёр, эпизод)                                                             |
| 4. | Предупреждение (короткометражка)       | 2013 | Дмитрий Страхов (режиссёр, актёр)                                                           |
| 5. | Лето (режиссёр Кирилл Серебренников)   | 2018 | Дмитрий Страхов (актёр, эпизод)                                                             |
| 6. | Концелярская крыса (сериал)            | 2018 | Дмитрий Страхов (актёр, эпизод)                                                             |
| 7. | За мгноверие до... (короткометражка)   | 2021 | Дмитрий Страхов (режиссёр, актёр), Сергей Седов (актёр)                                     |
| 8. | Сон с открытыми глазами                | 2023 | Дмитрий Страхов (режиссёр, актёр, композитор), Андрей Халилов (актёр), Сергей Седов (актёр) |